# Harland & Wolff Welders FC
Harland & Wolff Welders Football Club är ett nordirländskt fotbollslag och spelar i NIFL Championship. Fotbollsklubb grundades 1965. 

## Meriter
- NIFL Championship[1]
  - Vinnare (0):
- Irish Cup[2]
  - Vinnare (0):
- Irish League Cup[3]
  - Vinnare (0):

## Trikåer
Hemmakit
| Hemmaställ | Bortaställ | Hemmaställ | Bortaställ | Hemmaställ | Bortaställ |

## Placering tidigare säsonger
| Säsong  | Nivå | Liga              | Placering | Referens | Notering   |
| ------- | ---- | ----------------- | --------- | -------- | ---------- |
| 2010/11 | 2    | NIFL Championship | 6         | [ 4 ]    |            |
| 2011/12 | 2    | NIFL Championship | 9         | [ 5 ]    |            |
| 2012/13 | 2    | NIFL Championship | 6         | [ 6 ]    |            |
| 2013/14 | 2    | NIFL Championship | 6         | [ 7 ]    |            |
| 2014/15 | 2    | NIFL Championship | 4         | [ 8 ]    |            |
| 2015/16 | 2    | NIFL Championship | 2         | [ 9 ]    |            |
| 2016/17 | 2    | NIFL Championship | 7         | [ 10 ]   |            |
| 2017/18 | 2    | NIFL Championship | 3         | [ 11 ]   |            |
| 2018/19 | 2    | NIFL Championship | 6         | [ 12 ]   |            |
| 2019/20 | 2    | NIFL Championship | 8         | [ 13 ]   | (pandemin) |
| 2020/21 | 2    | NIFL Championship | x         | [ 14 ]   | (pandemin) |
| 2021/22 | 2    | NIFL Championship | 5         | [ 15 ]   |            |
| 2022/23 | 2    | NIFL Championship | 7         | [ 16 ]   |            |
| 2023/24 | 2    | NIFL Championship | 6         | [ 17 ]   |            |
| 2024/25 | 2    | NIFL Championship | 3         | [ 18 ]   |            |